# Dunbeath
Dunbeath (in gaelico scozzese:  Dùn Beithe ) è un villaggio sul Mare del Nord della Scozia nord-orientale, facente parte dell'area amministrativa dell'Highland e della contea tradizionale di Caithness.

## Geografia fisica

### Collocazione
Dunbeath si trova all'incirca a metà strada tra Lybster e Helmsdale (rispettivamente a sud/sud-ovest della prima e a nord/nord-est della seconda), a circa 45 km a sud di Thurso.

## Storia
Il villaggio sorse agli inizi del XIX secolo come porto per la pesca dell'aringa.

## Edifici e luoghi d'interesse

### Castello di Dunbeath
Edificio principale della località è il castello, fondato alla fine del XV secolo su uno sperone roccioso che dà sul mare e dalla famiglia Chrichton e in seguito dimora del clan Sinclair.
|  |